# Párizs 7. kerülete
Párizs 7. kerülete (VIIe arrondissement) Franciaország fővárosának 20 kerületének egyike. A beszélt francia nyelven ezt arrondissementet le septième-nek nevezik.
A Palais-Bourbon néven a Nemzetgyűlés székhelyére utalva nevezett kerületben található Párizs néhány jelentős és jól ismert turisztikai látványossága, mint például az Eiffel-torony, a Hôtel des Invalides (Napóleon nyughelye), a Csodatévő Szűzanya kápolna, valamint a múzeumok koncentrációja, mint például a Musée d'Orsay, a Musée Rodin és a Musée du Quai Branly - Jacques Chirac.
A Rive Gauche-on - a Szajna bal partján - fekvő központi kerület, amely magában foglalja a Faubourg Saint-Germain történelmi arisztokrata negyedet, számos francia nemzeti intézményt tartalmaz, köztük a Nemzetgyűlést és számos minisztériumot. Számos külföldi diplomáciai nagykövetségnek is otthont ad, amelyek közül néhány kiemelkedő hôtels particuliers-t foglal el.
A kerület a 17. század óta a francia felsőbb osztály otthona, amikor is Franciaország legfelsőbb nemességének új lakóhelye lett. A kerület olyannyira divatos volt a francia arisztokrácia körében, hogy a le Faubourg kifejezést - amely a mai 7. arrondissement régi nevére utal - azóta is használják a francia nemesség megnevezésére. Párizs 7. arrondissementje és Neuilly-sur-Seine Franciaország leggazdagabb és legtekintélyesebb lakónegyedét alkotja.

## Közlekedés

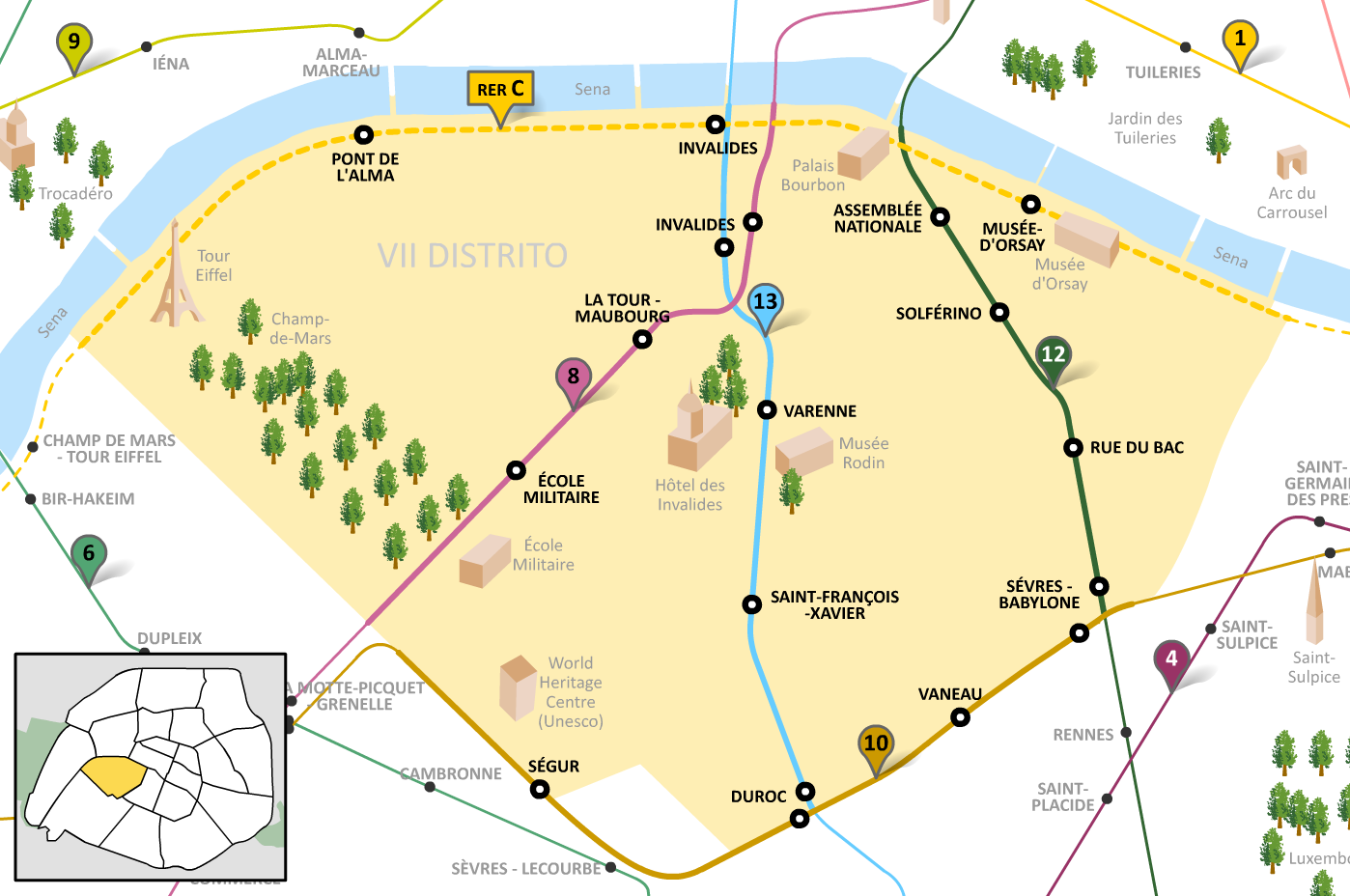
A 7. kerület metró- és RER vonalai

## Népesség
| Lakosok száma | 58 309 | 53 415 | 51 367 | 50 196 | 48 888 | 48 520 | 47 947 | 48 196 |
|               | 2009   | 2016   | 2017   | 2018   | 2019   | 2020   | 2021   | 2022   |